# Unterroth
Unterroth är en kommun och ort i Landkreis Neu-Ulm i Regierungsbezirk Schwaben i förbundslandet Bayern i Tyskland.
Kommunen ingår i kommunalförbundet Buch tillsammans med köpingen Buch och kommunen Oberroth.